# Jackie Earle Haley
Jack "Jackie" Earle Haley (født 14. juli 1961) er en amerikansk film- og tv-skuespiller. Hans tidligste roller omfattede Moocher i Udbrud (1979) og Kelly Lek i Op med humøret, drenge (1976), The Bad News Bears in Breaking Training (1977) og The Bad News Bears Go to Japan (1978). Efter at have tilbragt mange år som producer og instruktør for tv-reklamer, genoplivede han sin skuespillerkarriere med en birolle i All the King's Men (2006). Dette blev efterfulgt af sin præstation som den pædofile Ronald James McGorvey i Little Children (2006), for hvilken han blev nomineret til en Oscar for bedste mandlige birolle. Efterfølgende bemærkelsesværdige roller omfatter den vigilante Rorschach i Watchmen (2009), gyserikonet Freddy Krueger i genindspilningen af A Nightmare on Elm Street (2010) og Odin Quincannon i Preacher (2016 -).

## Filmografi
- London Has Fallen (2016)
- Alita: Battle Angel (2019)